# Shiori Obatake
Shiori Obatake (jap. 尾畠 詩織, Obatake Shiori; * 30. September 1996) ist eine japanische Grasskiläuferin. Sie wurde 2011 Weltmeisterin im Slalom.

## Karriere
Obatakes erste internationale Rennen waren die Weltmeisterschaft 2011 und die zugleich ausgetragene Juniorenweltmeisterschaft im August/September 2011 am Atzmännig bei Goldingen in der Schweiz. Nachdem sie zunächst Neunte im Super-G wurde und bei den Juniorinnen einen fünften Platz im Slalom, aber einen Ausfall im Riesenslalom verzeichnete, gelang ihr am dritten Wettkampftag eine große Überraschung, als sie mit über fünf Sekunden Vorsprung auf die spätere Weltcup-Gesamtsiegerin Zuzana Gardavská Weltmeisterin im Slalom wurde. Die damals 14-jährige Obatake gewann damit als erste Japanerin und zugleich erste Nicht-Europäerin eine Goldmedaille bei den seit 1979 ausgetragenen Grasski-Weltmeisterschaften. Sie besuchte zu dieser Zeit die 2. Mittelschule in Tsuru und trainierte im Verein Sun Park Tsuru Grass Ski Club (サンパーク都留グラススキークラブ, San Pāku Tsuru Gurasu Sukī Kurabu). Im weiteren Verlauf der Titelkämpfe erzielte sie noch den siebten Platz im Riesenslalom, während sie in der Super-Kombination nicht startete und im Super-G der Juniorinnen ausfiel. Nach der WM nahm Obatake bis Ende der Saison 2011 noch an vier FIS-Rennen in Japan teil, bei denen sie dreimal auf das Podest fuhr. 
Im Jahr 2012 nahm Obatake erneut an der Juniorenweltmeisterschaft teil, die diesmal in Burbach in Deutschland ausgetragen wurde. Sie wurde jeweils Zehnte in Riesenslalom und Super-G sowie Dreizehnte im Slalom. In der Super-Kombination schied sie aus. Im September 2012 bestritt sich auch wieder zwei FIS-Rennen in Japan, bei denen sie jeweils Zweite wurde. Im Weltcup startete Obatake bisher nicht.

## Erfolge

### Weltmeisterschaften
- Goldingen 2011: 1. Slalom, 7. Riesenslalom, 9. Super-G

### Juniorenweltmeisterschaften
- Goldingen 2011: 5. Slalom
- Burbach 2012: 10. Riesenslalom, 10. Super-G, 13. Slalom